# وزارة الموارد المائية (العراق)
وزارة الموارد المائية هي إحدى تشكيلات مجلس الوزراء العراقي المسؤولة عن إدارة المياه، بما في ذلك صيانة النظام الواسع لقنوات الري والسدود وغيرها من المهام المتعلقة بها. كانت الوزارة قبل الغزو الأمريكي للعراق تعرف باسم وزارة الري وتوظف 12,000 ألف عراقي و6000 متعاقد. قسمت الوزارة إلى خمسة لجان، و11 شركة مملوكة للدولة. وقلصت الوزارة من سلطة الائتلاف المؤقتة إلى ستة دوائر. زادت ميزانية الوزارة إلى 150 مليون دولار أمريكي لعام 2014، بالمقارنة بمليون دولار أمريكي في نظام الرئيس العراقي السابق صدام حسين. تتضمن مهامها كذلك الاهتمام بالأهوار في جنوب ووسط العراق. وفي 10 مايو، 2004، أعلن رئيس سلطة الائتلاف المؤقتة بول بريمر، أن الوزارة مستقلة ذاتياً بشكل كامل، وكان لطيف رشيد شاغلاً لمنصب الوزارة.

## تشكيلات الوزارة
- الهيأة العامة لتشغيل مشاريع الري والبزل[4]
- الهيأة العامة لصيانة مشاريع الري والبزل[5]
- الهيأة العامة للسدود والخزانات[6]
- الهيأة العامة للمساحة[7]
- الهيأة العامة للمياه الجوفية[8]
- الهيأة العامة لمشاريع الري والإستصلاح[9]
- مركز إنعاش الأهوار والأراضي الرطبة العراقية[10]
- المركز الوطني لأدارة الموارد المائية[11]
- مركز الدراسات والتصاميم الهندسية[12]
- دائرة المصب العام[13]
- دائرة تنفيذ أعمال كري الأنهر[14]
- شركة الرافدين العامة لتنفيذ مشاريع الري والبزل[15]
- شركة الفاو العامة لتنفيذ مشاريع الري والبزل[16]
- مركز دراسات الموارد المائية للمنطقة الشمالية[17]
- شركة العراق العامة لتنفيذ مشاريع الري.

## تشكيلات مركزالوزارة
- مكتب الوزير[18]
- الوكيل الفني[19]
- الوكيل الإداري[19]
- دائرة التخطيط والمتابعة[20]
- الدائرة القانونية[21]
- الدائرة الإدارية والمالية[22]

## مهامها
تكمن مهمة وزارة الموارد المائية (MOWR) في تزويد المواطنين بادارة متكاملة للموارد المائية في العراق. ولكون وزارة الموارد المائية المسؤولة عن هذا المورد الحيوي فإنها تكافح جاهدة لموازنة المتطلبات المتنافسة للحصول على الماء لاغراض الري، الشرب، الصناعة، توليد الطاقة المائية، السيطرة على الفيضانات وتلبية المتطلبات البيئية بما فيها إعادة انعاش الاهوار. تهدف وزارة الموارد المائية إلى تحديث وتحويل هذه الوزارة إلى مؤسسة ديناميكية وفعالة تعمل على تلبية المتطلبات الحالية وتنظيم الاستخدام المستقبلي للموارد المائية المتناقصة في القطر. ان مجالات الاهتمام بتحسين الموارد المائية تتضمن التشغيل والصيانة الامثل لمنشآت السيطرة المائية ومحطات الضخ والإدارة الفعالة للمياه من خلال الحماية والتحسين الامثل والبحث الشامل للمشاريع التي تأخذ بنظر الاعتبار التأثيرات البيئية، المتطلبات المتنافسة والاحتياجات العامة.

## وصلات خارجية
- الموقع الرسمي لوزارة الموارد المائية العراقية